# Couve-de-bruxelas
Couve-de-bruxelas é uma verdura (Brassica oleracea, grupo Gemmifera) que lembra pequenos repolhos e por isso, também é chamada de repolhinho, é do mesmo género que a couve. Ela tem a particularidade de crescer ao longo do talo da planta, que na época da colheita fica totalmente coberto pelos pequenos repolhos. Na cozinha a couve-de-bruxelas é usada de várias maneiras, e é principalmente recomendada como acompanhamento para carnes. Também pode ser usada no preparo de sopas, ensopados e cozidos
A couve-de-bruxelas é rica em sais minerais, principalmente fósforo e ferro. Contém vitaminas A e C, ambas importantes para a vista e para a pele. Como tem poucas calorias, pode fazer parte das dietas de emagrecimento. Além disso, é rica em fibras de celulose, sendo recomendada para as pessoas que têm problemas intestinais.

## Cultivo
A couve-de-bruxelas se desenvolve de forma semelhante às demais couves e ao repolho, necessitando de uma longa estação fria para o seu crescimento. Devido a sua exigência climática, em torno de 15 °C a 19 °C, nunca obteve uma disseminação muito grande na área produtiva.
O solo para o cultivo deve ser bem drenado e com grande disponibilidade de matéria orgânica ou adubo.
Solos mais arenosos são aconselháveis para plantas precoces e recomenda-se ajustar o pH do solo para 6,5 ou um pouco mais quando se busca rendimentos maiores.
A forma de propagação da cultura se dá por semente, entretanto a semeadura normalmente não é direta. Primeiramente é realizada a semeadura em sementeiras para, posteriormente, efetuar-se o transplante.
Recomenda-se preparar bem o solo do canteiro "sementeira", levantando-o em 15 cm de altura. Espalhar e misturar bem 30 g de adubo NPK de uma fórmula comercial indicada para hortaliças ou 150 g de esterco bem curtido para cada 1 m² de canteiro.
O solo dos canteiros definitivos também deve ser bem preparado, levantando-se os canteiros em 15 cm de altura. Para estes canteiros procura-se colocar 300 g de uma fórmula de adubo NPK recomendada para hortaliças ou 1,5 kg de esterco bem curtido para cada 10 m² de canteiro. O adubo, tanto o químico quanto o orgânico devem estar bem incorporados ao solo.
A época mais recomendada para a semeadura da couve-de-bruxelas é de fevereiro a junho, colocando-se em torno de 200 g de semente por ha, sendo que a germinação ocorre normalmente entre 5 a 7 dias.
O transplante para o local definitivo deve ser realizado de preferência em dias nublados, quando as plantas atingirem em torno de 10 cm de altura. Recomenda-se utilizar o espaçamento de 80 cm entre linhas e 40 cm entre plantas, obtendo-se uma população de 31.000 plantas/ha.
A irrigação, tanto nos canteiros "sementeira", quanto nos definitivos, deve ser realizada pelo menos uma vez ao dia, preferencialmente no início das manhãs ou no final da tarde.
O desenvolvimento adequado e uma boa produção de couve-de-bruxelas estão diretamente relacionados com a época de semeadura, já que esta é uma cultura de clima frio e necessita de ao redor de 90 dias após a germinação com temperaturas adequadas até a colheita.
Temperaturas baixas durante o desenvolvimento dos pequenos repolhos são importantes para sua qualidade e forma compacta. Para cultivos de verão recomenda-se procurar variedades resistentes ao calor, já que os pequenos repolhos que amadurecem em condições de altas temperaturas e umidade estão mais suscetíveis a doenças.
A colheita deve ser realizada quando os pequenos repolhos apresentarem o tamanho adequado e consistência levemente firme, antes deles se tornarem muito resistentes e amarelos. Os primeiros repolhos próximos à base da planta ficam prontos para colheita, em torno de 3 meses após o transplante. Retiram-se as folhas abaixo dos repolhos maduros e, em seguida, é efetuada a colheita girando-se os repolhos até descolarem do caule. Os repolhos são colhidos à medida que amadurecem, usualmente a cada duas semanas de intervalo. A colheita se estende pelo período em que novos repolhos são formados e vão amadurecendo.
A conservação dos repolhos é realizada em câmaras frias a uma temperatura de 0,0 °C a 1,2 °C e umidade relativa de 90% a 95%.
O cultivo da couve-de-bruxelas não é plenamente difundido pelos horticultores no Brasil, sendo, da mesma forma, pouco pesquisada pelas instituições públicas e empresas do setor.